# 草地

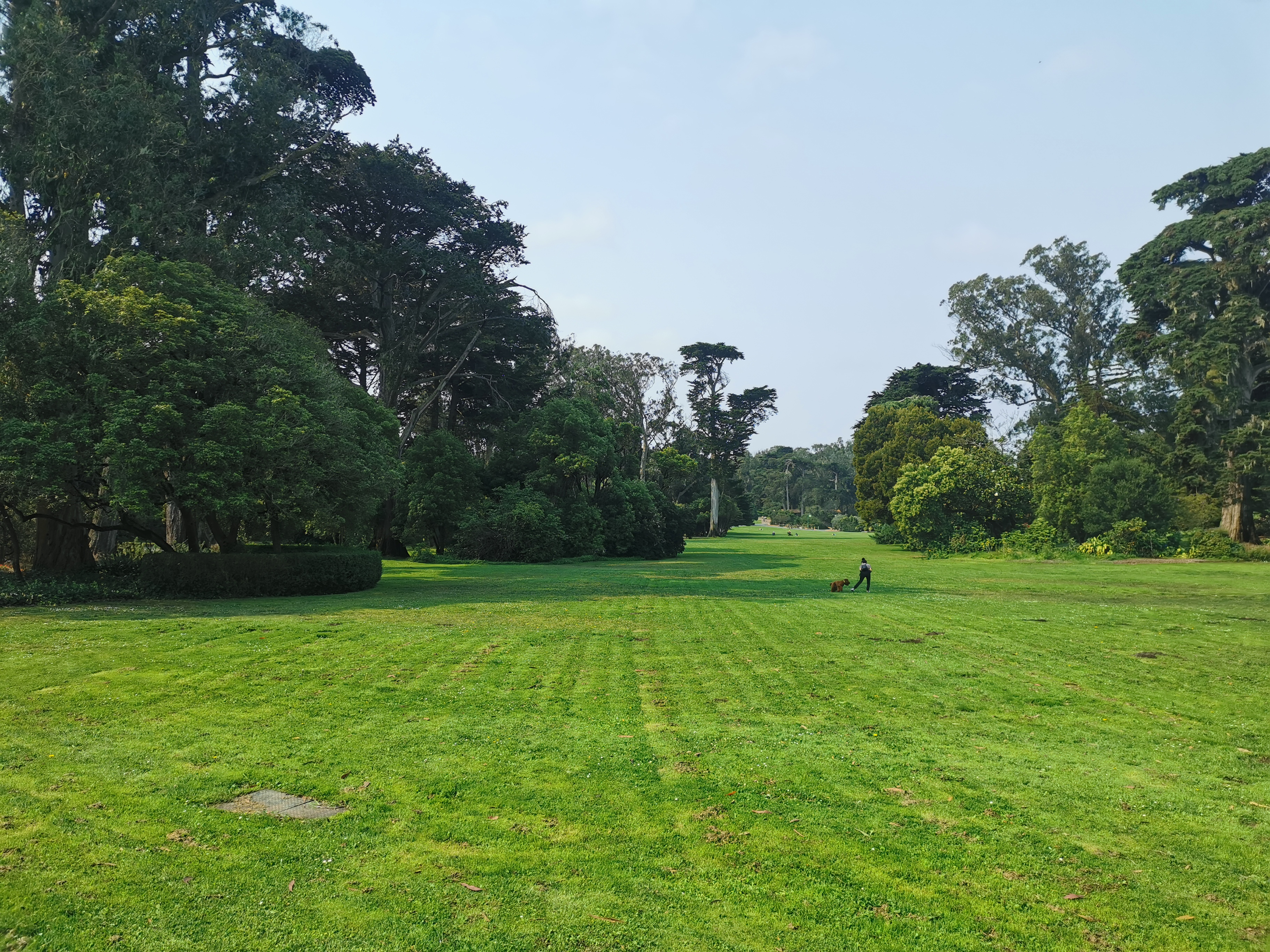
舊金山金門公園的草坪

草地或草坪是指受人為控制、種滿草（草本植物）之土地，多見於庭園、公園、校園等，或將草裁切為固定長度供各種體育運動如足球、欖球、棒球、壘球、網球、高爾夫球等使用。建造或修理人工草地常常是以預先種好的，一塊塊的「草皮」鋪在地面。
傳統農業社會中草是要除去的東西，因為其會吸走作物養分。
美國的草皮問題近年來被多方討論：多樣性低問題、外來草種種類問題、水資源浪費問題、肥料使用過度問題、人力浪費問題，故而愈來愈多人將草皮改植為灌木或花園。

## 另見
- 草地球場
- 草原
- 人工草坪
- 幣斑病：草坪可能感染的真菌病

## 外部連結
维基共享资源上的相關多媒體資源：草地